# Oncorhynchus mykiss mykiss
Oncorhynchus mykiss mykiss es una subespecie de pez del género Oncorhynchus.

## Ecotipos marinos y de agua dulce
La trucha arcoíris de Kamchatka («mikizha») comprende diversas formas ecológicas, incluyendo formas anádromas y residentes de agua dulce, así como sus especies intermedias. La taxonomía rusa ha atribuido durante mucho tiempo la trucha arcoíris al género Parasalmo y además la ha considerado compuesta por dos especies distintas, Parasalmo mykiss y Parasalmo penshinensis, cuyas áreas de distribución se superponen. P. mykiss es un residente de agua dulce y estuario, mientras que P. penshinensis, «salmón de Kamchatka», es la forma anádroma migratoria marina y puede alcanzar una longitud de 100 cm y un peso de 11 a 12 kg (como la trucha arcoíris americana). P. penshinensis se considera en peligro crítico de extinción (CR) en el Libro Rojo de Kamchatka. Sin embargo, investigaciones modernas sugieren que ambas formas representan la misma especie, sin mostrar aislamiento genético ni diferencias.

## Distribución
Es originaria del Extremo Oriente ruso. Su principal área de distribución se encuentra en la península de Kamchatka y también se ha registrado en las islas del Comandante al este de Kamchatka, y esporádicamente en el mar de Ojotsk tan al sur como la desembocadura del río Amur.